# Bryum flavopallidum
Bryum flavopallidum är en bladmossart som beskrevs av Per Karl Hjalmar Dusén 1903. Bryum flavopallidum ingår i släktet bryummossor, och familjen Bryaceae. Inga underarter finns listade i Catalogue of Life.